# الیزا گیولسریان
الیزا گیولسریان (ارمنی: Էլիզա Գյուլեսերյան؛ زاده ۲۲ سپتامبر ۱۹۲۲ - درگذشته ۲۹ اوت ۱۹۹۲) بازیگر و کارشناس علوم پرورشی اهل ارمنستان بود.

## زندگی‌نامه
وی در ۲۲ سپتامبر ۱۹۲۲ در پیتیگورسک در زاده شد و از انستیتو دولتی هنرهای زیبا و نمایشی ایروان فارغ‌التحصیل گشت. وی همچنین برنده جوایزی همچون چهره هنری شایسته ارمنستان شوروی  شد. وی در ۲۹ اوت ۱۹۹۲ در سن ۶۹ سالگی در ایروان درگذشت.